# Station Nielubia
Station Nielubia is een spoorwegstation in de Poolse plaats Nielubia.